# Berberia marteni
Berberia marteni är en fjärilsart som beskrevs av Schneeur 1935. Berberia marteni ingår i släktet Berberia och familjen praktfjärilar. Inga underarter finns listade i Catalogue of Life.